# 矮小蓝钟花
矮小蓝钟花（学名：Cyananthus incanus var. parvus）为桔梗科蓝钟花属下的一个变种。

## 扩展阅读
- 維基物種上的相關：矮小蓝钟花